# Rhododendron albrechtii
Rhododendron albrechtii är en ljungväxtart som beskrevs av Carl Maximowicz. Rhododendron albrechtii ingår i släktet rododendron, och familjen ljungväxter. Inga underarter finns listade i Catalogue of Life.

## Bildgalleri

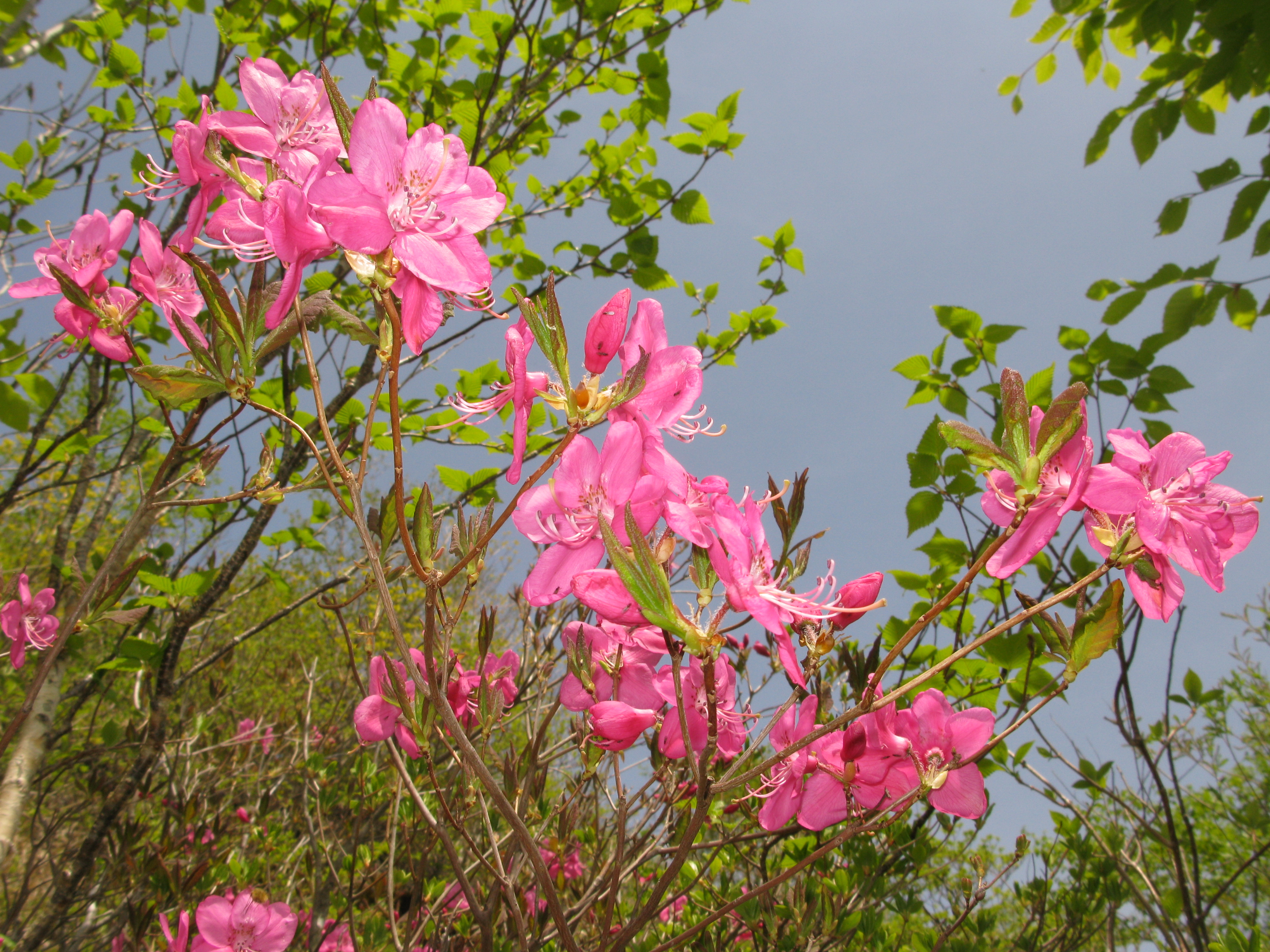
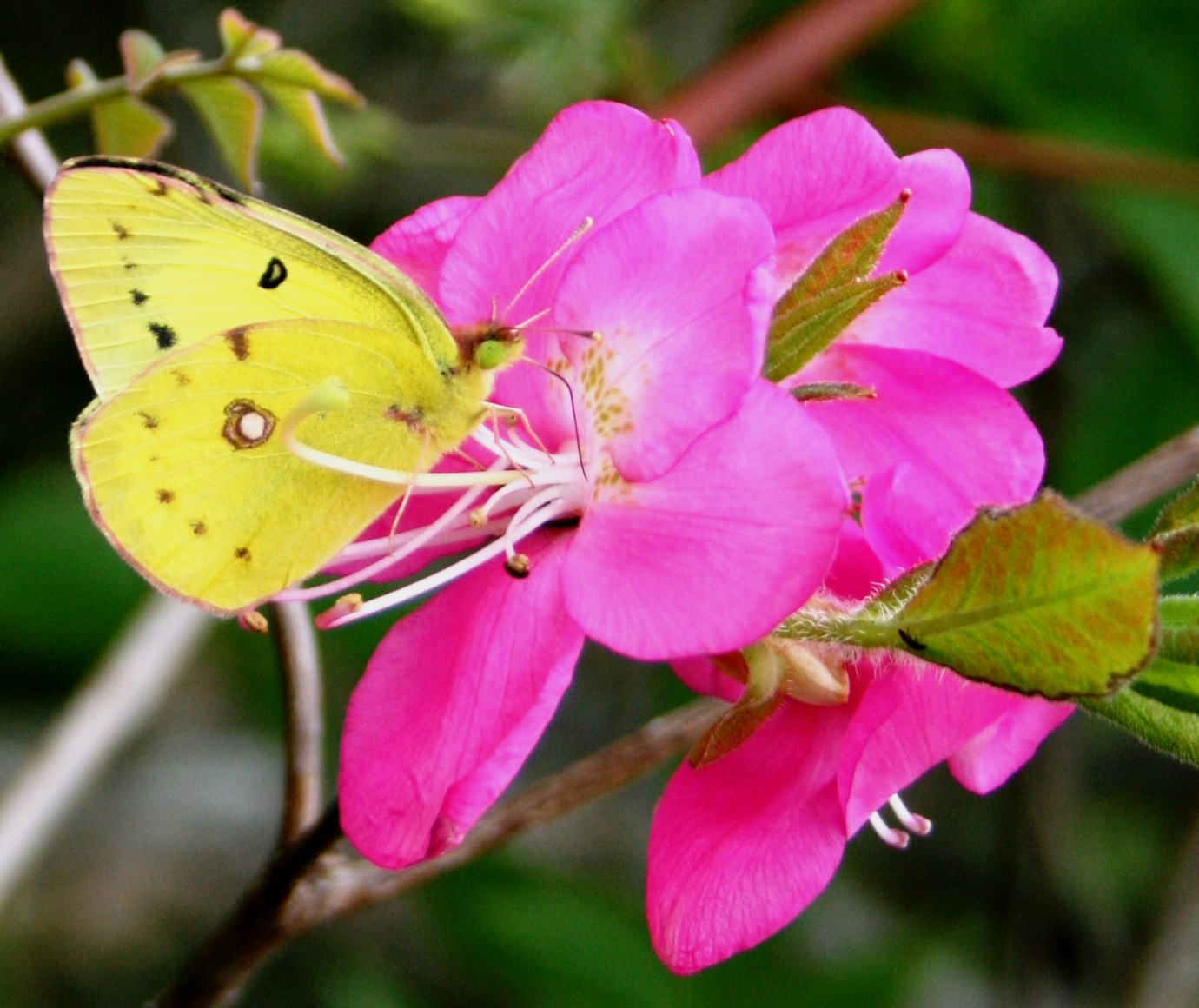
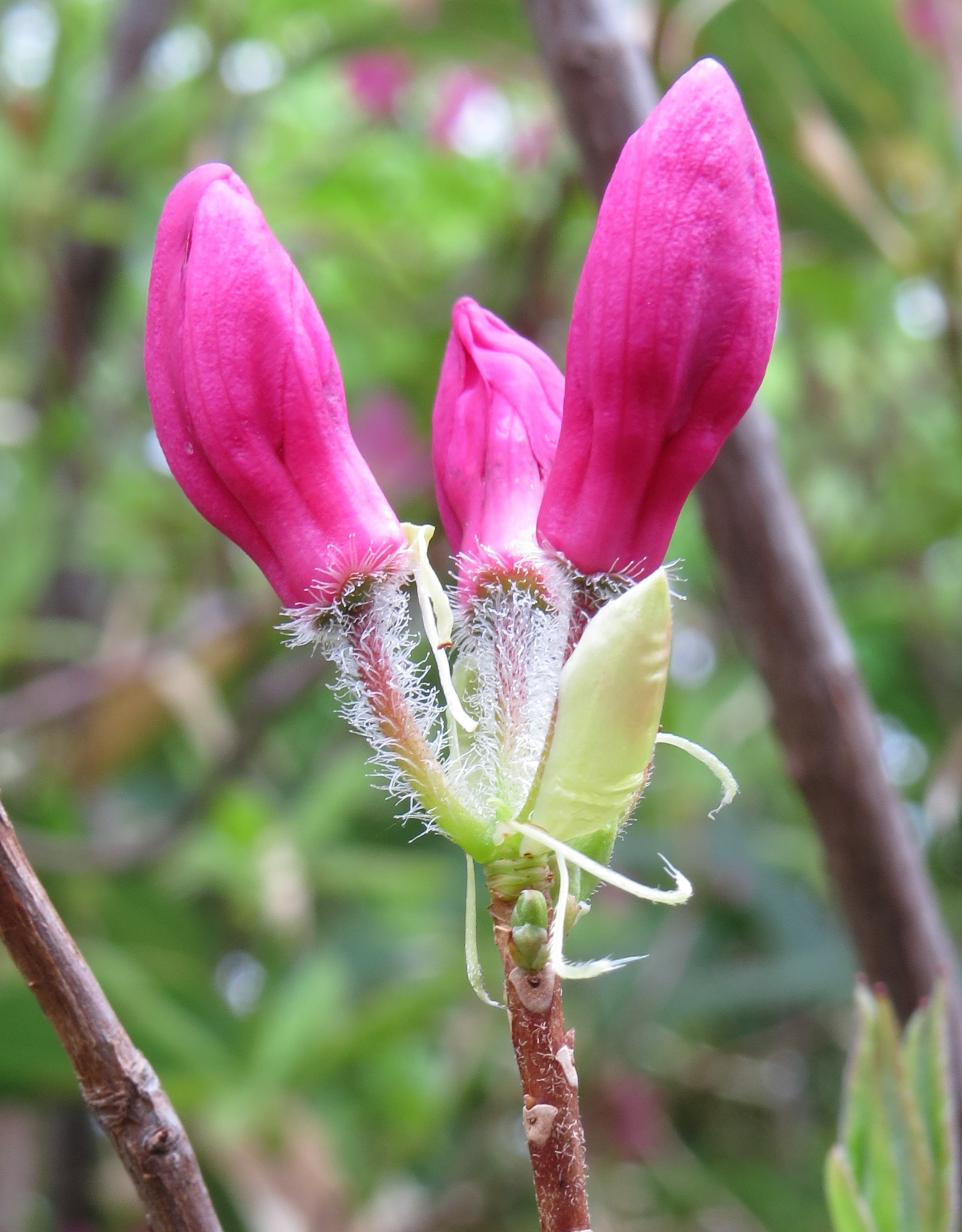
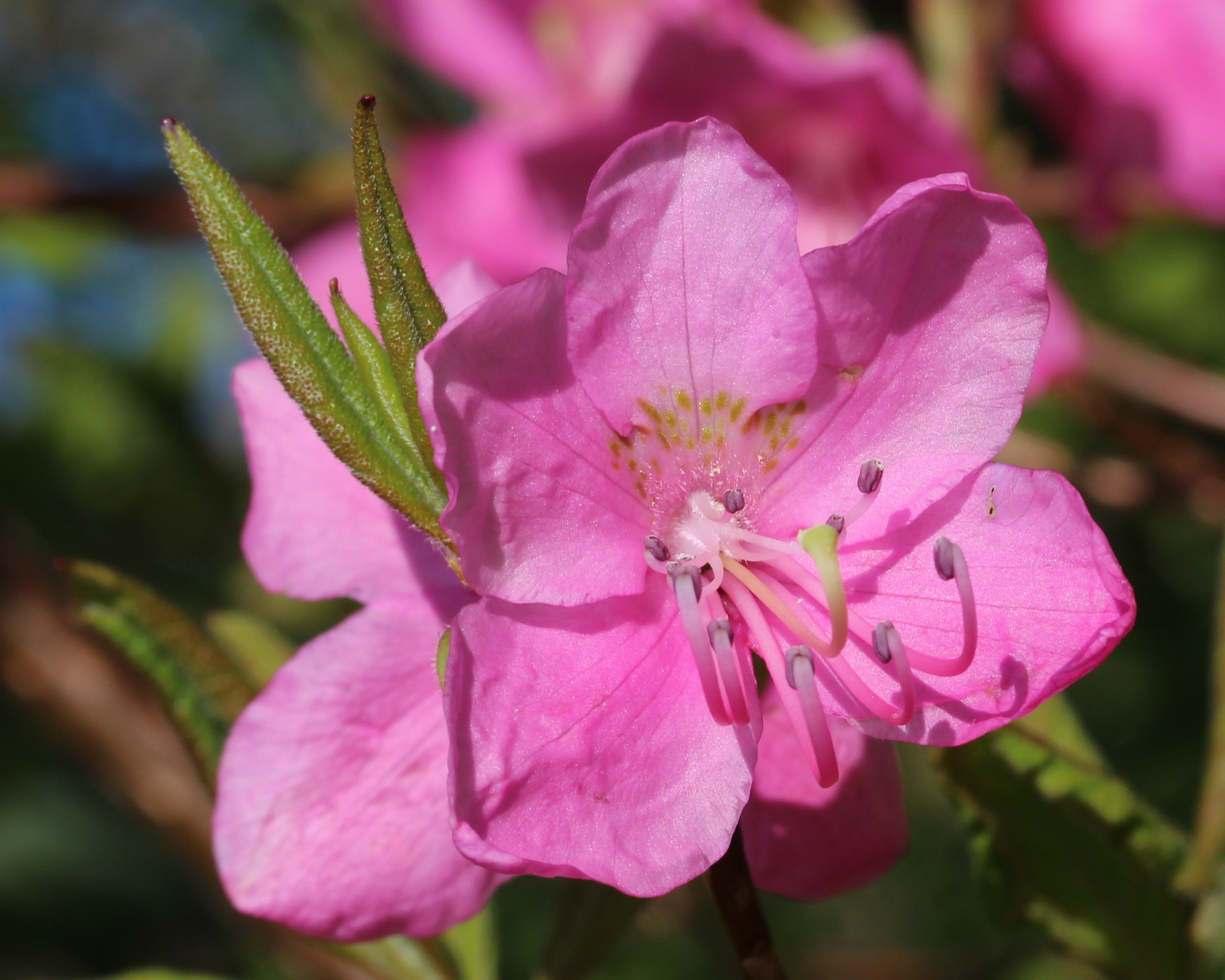
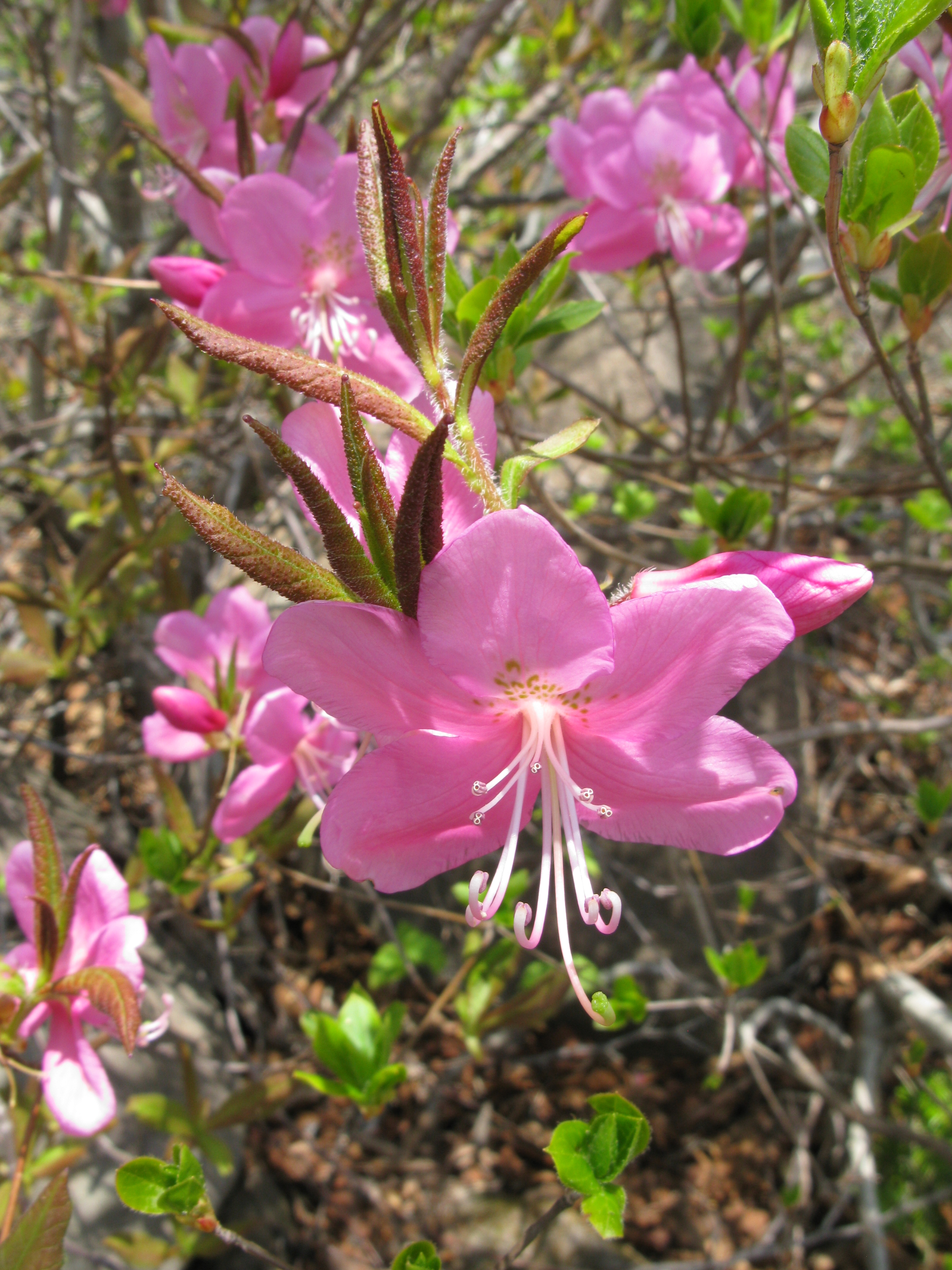
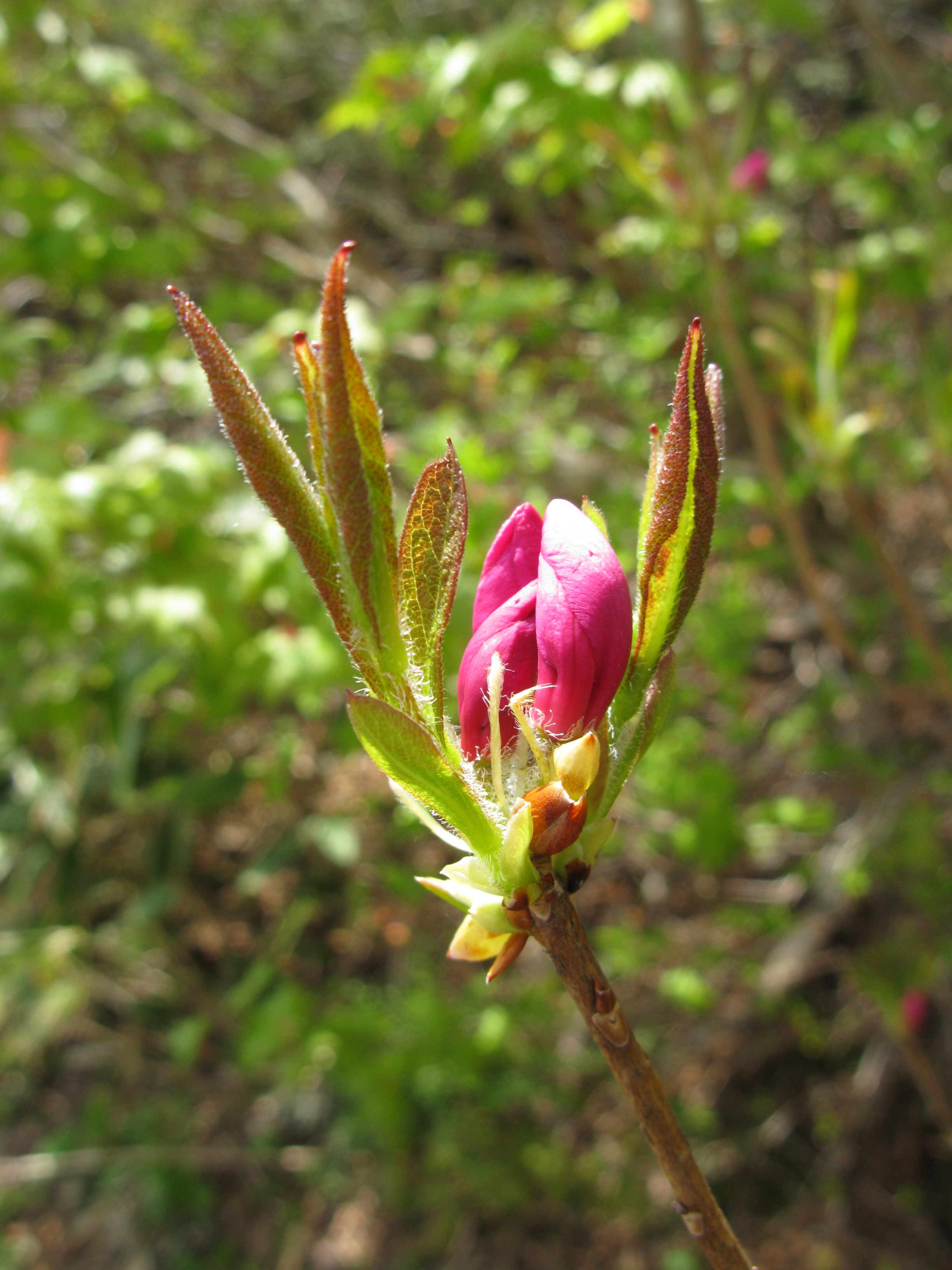